# Le Moci

Le MOCI (Moniteur du Commerce international) est une des plus anciennes, voire la plus ancienne des revues françaises spécialisée dans ce domaine.

## Historique
Son histoire se confond avec celle du commerce extérieur de la France. Le premier numéro a été publié en 1883, année de l’inauguration de l’Orient Express et sous la troisième République.
Cent vingt cinq ans après sa création, le MOCI, éditée par la Sedec, continue d’être la référence en matière d’information économique sur les échanges mondiaux et sur les entreprises qui les pratiquent.  
Depuis 2007, la Sedec est détenue à 100 % par VLA (Vincent Lalu & Associés), groupe de presse qui édite notamment l’ensemble des publications des éditions La Vie du Rail. Auparavant, Le MOCI appartenait à Ubifrance, l’agence française pour le développement international des entreprises.
En 2020, Le Moci rejoint le groupe Itfacto, groupe de media et de marketing B2B, spécialisé dans l’actualité et les services aux moyennes et grandes entreprises, éditeur notamment du Monde Informatique, de CIO et de myfrenschstartup. ( source: Le Moci, Qui sommes nous? 

## Publications
- Le magazine Le MOCI est publié tous les mois. Dans chaque numéro, un dossier complet est consacré à un pays, un secteur ou un thème de commerce international. Les rubriques d’actualités et des rubriques pratiques (finances, fiscalité, douane, réglementation, etc.) font le point des faits marquants de l’économie européenne et mondiale et fournissent les clés et les solutions pour la gestion du développement international.
- La lettre d’information électronique, MOCI news, créée en mars 2007, est diffusée chaque semaine. Elle publie des informations exclusives et confidentielles ainsi que des brèves sélectionnées par l’équipe de la rédaction.
- Le site internet  édite en ligne des brèves quotidiennes. Il donne accès au blog de la rédaction où les journalistes commentent les sujets d’actualité pour  les experts ou les  néophytes. Les abonnés ont, sur ce site, accès  à une base documentaire, qui rassemble, en un point, toute l’information sur 200 pays dans le monde.
- Les mémo-guides du MOCI sont des ouvrages réalisés en partenariat ou avec la contribution d’experts et traitent de sujets relatifs aux techniques du commerce international.
- Les actualités règlementaires, destinées à un public d’exportateurs ou d’importateurs, présentent toutes les règlementations en vigueur  sur les échanges internationaux. Elles sont mises à jour mensuellement.

## Organisation
La rédaction du MOCI compte une dizaine de journalistes spécialisés et s’appuie sur un réseau international de correspondants experts d’une zone géographique ou d’un secteur d’activité.

## Diffusion
Le magazine Le MOCI est tiré à 13209 exemplaires et diffusé à 8331 exemplaires. Il est vendu en kiosque, par abonnement via des centrales d'abonnements telles que la société Info-presse ou en ligne sur le site Internet du MOCI. 
La lettre d’information Internet, MOCI news, est diffusée chaque semaine aux abonnés.